# Bénouville (Calvados)
Bénouville és un municipi francès situat al departament de Calvados i a la regió de Normandia. L'any 2007 tenia 1.928 habitants.

## Demografia

### Població
El 2007 la població de fet de Bénouville era de 1.928 persones. Hi havia 655 famílies de les quals 89 eren unipersonals (25 homes vivint sols i 64 dones vivint soles), 205 parelles sense fills, 337 parelles amb fills i 24 famílies monoparentals amb fills.
La població ha evolucionat segons el següent gràfic:
Habitants censats

### Habitatges
El 2007 hi havia 846 habitatges, 666 eren l'habitatge principal de la família, 160 eren segones residències i 19 estaven desocupats. 660 eren cases i 30 eren apartaments. Dels 666 habitatges principals, 532 estaven ocupats pels seus propietaris, 124 estaven llogats i ocupats pels llogaters i 10 estaven cedits a títol gratuït; 8 tenien una cambra, 27 en tenien dues, 40 en tenien tres, 116 en tenien quatre i 475 en tenien cinc o més. 573 habitatges disposaven pel capbaix d'una plaça de pàrquing. A 211 habitatges hi havia un automòbil i a 428 n'hi havia dos o més.

### Piràmide de població
La piràmide de població per edats i sexe el 2009 era:
| Homes | Edats   | Dones |
| ----- | ------- | ----- |
| 0     | 95 o +  | 0     |
| 4     | 90 a 94 | 8     |
| 0     | 85 a 89 | 0     |
| 0     | 80 a 84 | 4     |
| 12    | 75 a 79 | 16    |
| 12    | 70 a 74 | 16    |
| 32    | 65 a 69 | 28    |
| 32    | 60 a 64 | 32    |
| 32    | 55 a 59 | 36    |
| 40    | 50 a 54 | 48    |
| 92    | 45 a 49 | 68    |
| 108   | 40 a 44 | 100   |
| 64    | 35 a 39 | 88    |
| 44    | 30 a 34 | 56    |
| 36    | 25 a 29 | 44    |
| 44    | 20 a 24 | 28    |
| 92    | 15 a 19 | 104   |
| 56    | 10 a 14 | 72    |
| 88    | 5 a 9   | 44    |
| 60    | 0 a 4   | 48    |

## Economia
El 2007 la població en edat de treballar era de 1.355 persones, 965 eren actives i 390 eren inactives. De les 965 persones actives 908 estaven ocupades (483 homes i 425 dones) i 57 estaven aturades (24 homes i 33 dones). De les 390 persones inactives 115 estaven jubilades, 203 estaven estudiant i 72 estaven classificades com a «altres inactius».

### Ingressos
El 2009 a Bénouville hi havia 699 unitats fiscals que integraven 1.919,5 persones, la mediana anual d'ingressos fiscals per persona era de 24.269 €.

### Activitats econòmiques
Dels 90 establiments que hi havia el 2007, 1 era d'una empresa alimentària, 1 d'una empresa de fabricació d'altres productes industrials, 13 d'empreses de construcció, 17 d'empreses de comerç i reparació d'automòbils, 3 d'empreses de transport, 8 d'empreses d'hostatgeria i restauració, 4 d'empreses d'informació i comunicació, 2 d'empreses financeres, 10 d'empreses immobiliàries, 9 d'empreses de serveis, 14 d'entitats de l'administració pública i 8 d'empreses classificades com a «altres activitats de serveis».
Dels 25 establiments de servei als particulars que hi havia el 2009, 1 era una oficina de correu, 2 tallers de reparació d'automòbils i de material agrícola, 7 paletes, 1 guixaire pintor, 1 fusteria, 3 lampisteries, 2 perruqueries, 4 restaurants, 2 agències immobiliàries, 1 tintoreria i 1 saló de bellesa.
Dels 11 establiments comercials que hi havia el 2009, 1 era un hipermercat, 1 una botiga de més de 120 m², 1 una botiga de menys de 120 m², 1 una peixateria, 1 una llibreria, 2 botigues d'equipament de la llar, 2 botigues de mobles, 1 una botiga de material de revestiment de parets i terra i 1 una joieria.

## Equipaments sanitaris i escolars
L'únic equipament sanitari que hi havia el 2009 era una farmàcia.
El 2009 hi havia 1 escola maternal i 1 escola elemental.

## Poblacions més properes
El següent diagrama mostra les poblacions més properes.